# Беррі (родовище)
Беррі — нафтове родовище в Саудівській Аравії, одне з найбільших у світі.

## Історія
Відкрите в 1964 році.

## Характеристика
Розташоване не шельфі; південна частина родовища знаходиться на суші. Входить до нафтогазоносного басейну Перської затоки. Промислові запаси нафти — понад 1060 млн т. Приурочене до антиклінальної складки розміром 14х40 км. Продуктивні вапняки верх. юри залягають на глибині 2200-2300 м. Поклади пластові, склепінчасті. Колектори — поровий і порово-кавернозний. Початковий пластовий тиск 27 МПа. Густина нафти 876 кг/м3, в'язкість 8,6 сПз, S 2,2 %.

## Технологія розробки
В кінці XX ст. експлуатуються понад 30 фонтануючих свердловин.
Попутний газ родовища спрямовується для переробки по трубопроводах Абу-Алі – Беррі та Абу-Алі – Хурсанія.
В першій половині 2020 років в межах проєкту розширення видобутку на Беррі проклали конденсатопровід Абу-Алі – Хурсанія.